# Chinasat 2B
O Chinasat 2B, também conhecido por Shen Tong 2B (ST-2B) e ZhongXing 2B (ZX-2B), é um satélite de comunicação militar geoestacionário chinês que está sendo construído pela China Academy of Space Technology (CAST). O satélite será baseado na plataforma DFH-4 Bus e sua expectativa de vida útil será de 15 anos.

## Lançamento
O satélite ainda não tem uma data definida para ser lançado ao espaço, por meio de um veiculo Longa Marcha 3B/G3 lançado a partir do Centro Espacial de Xichang, na China.